# カール・ハーゲンベック

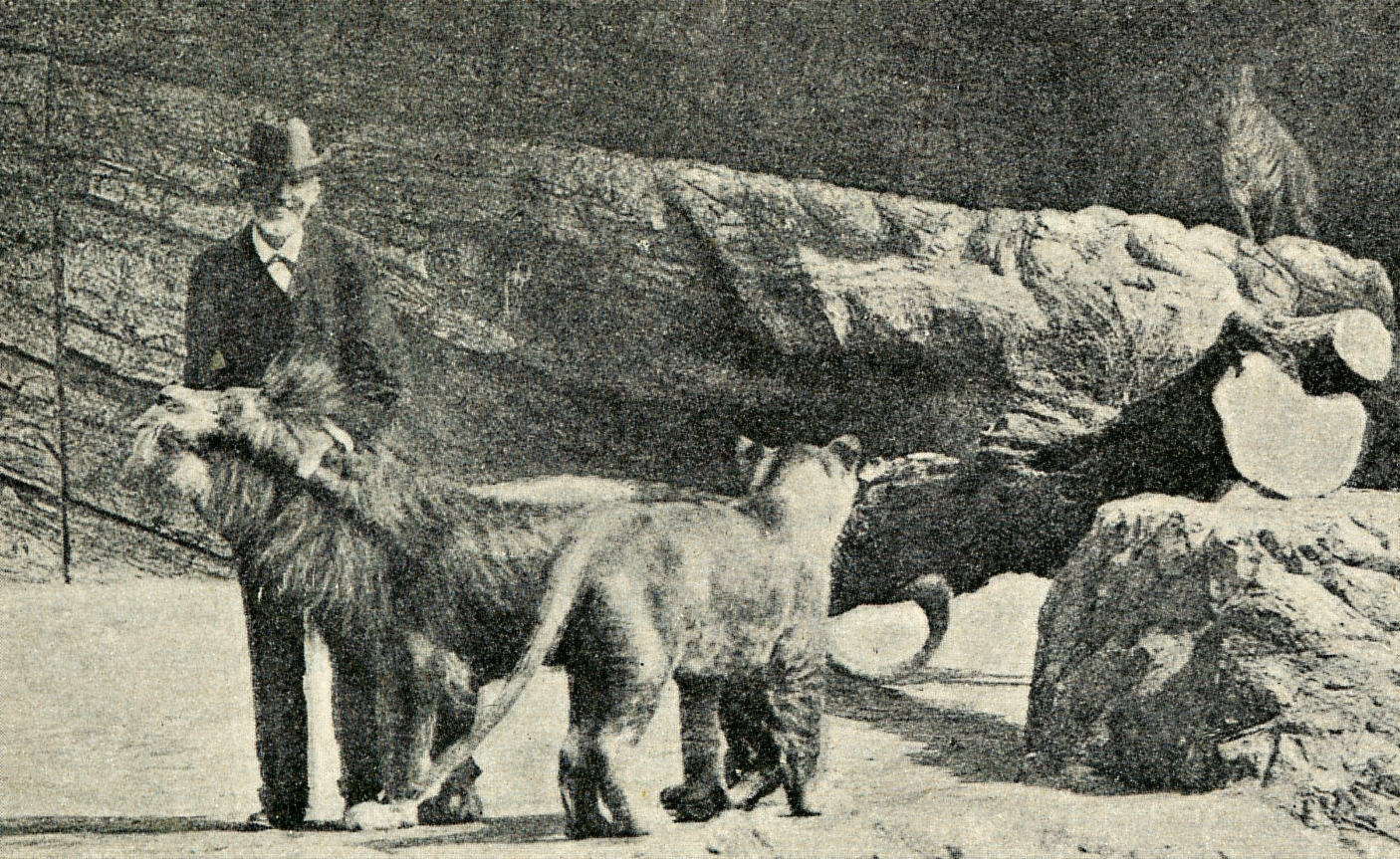
ハーゲンベックと動物園の動物たち

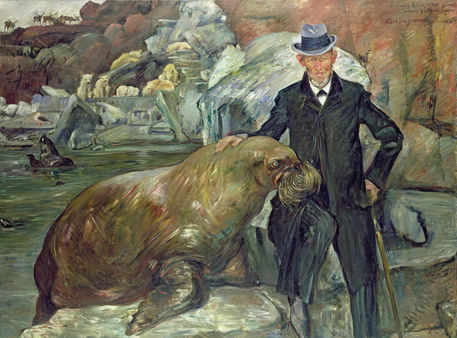
ロヴィス・コリントの絵画

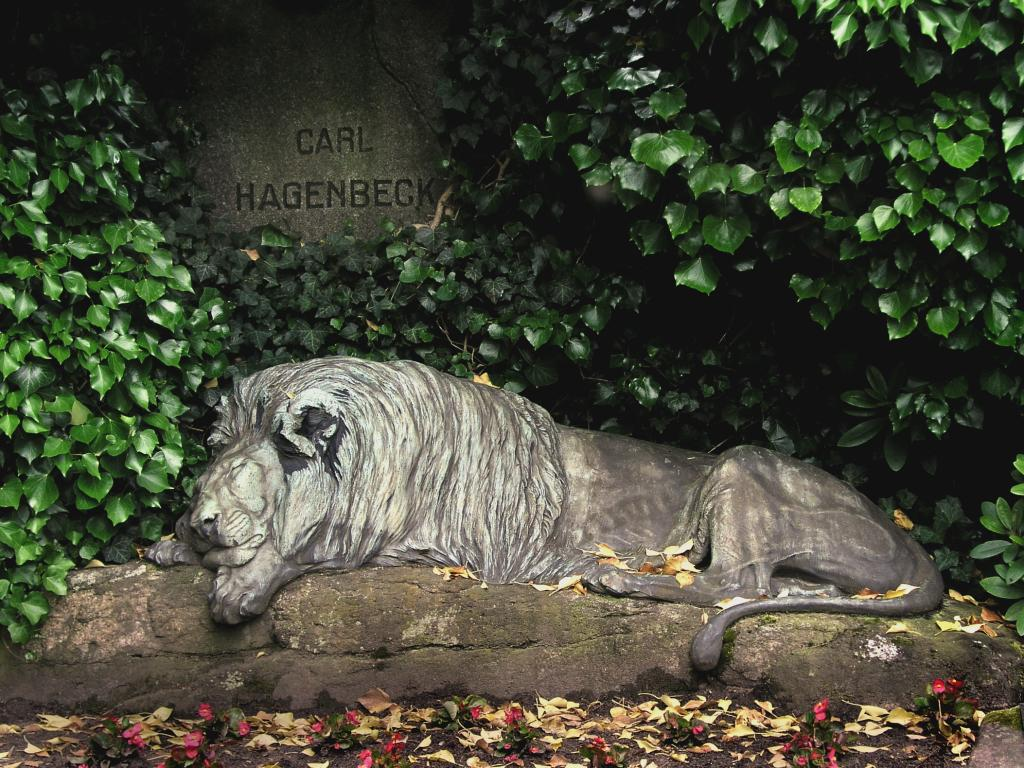
ハーゲンベックの墓

カール・ハーゲンベック（Carl Hagenbeck、1844年6月10日 - 1913年4月14日）は、野生動物を扱うドイツ人商人で、ヨーロッパ各地の動物園やP・T・バーナムのサーカスなどに動物を提供していた。無柵放養式展示の近代的動物園を作った。ハーゲンベック動物園は個人経営の動物園としてはドイツで最も成功を収め、1907年にはハンブルクに常設された。動物と同じように人間を展示する人間動物園も興行したことがある。

## 生涯
1844年6月10日、ハンブルクで魚屋を営む父の下に生まれる。父は魚屋の傍ら、野生動物の売買も行っていた。
14歳のとき、父からアシカとホッキョクグマを与えられた。その後も彼の動物コレクションは増え続け、飼うために大きな建物が必要となった。やがてハンブルクの実家を出て、狩猟家や冒険家と共にジャングルや雪をかぶった山に分け入るようになった。そして世界中の様々な土地で動物を捕まえた。1874年、サモア人とサーミ人（当時は差別的に「ラップランド人」と呼ばれた）を「文明に汚されていない」人種として展示・興行することを思い立ち、人間に加えて彼らのテント、武器、ソリ、トナカイなどを展示した。
1875年、ヨーロッパやアメリカ合衆国の主要都市で彼の集めた動物の展示・興行を開始した。
1876年、協力者をスーダンに派遣して野生動物を持ってこさせ、さらにヌビア人も連れてこさせた。ヌビア人の展示興行はヨーロッパで大成功し、パリ、ロンドン、ベルリンを巡業した。カナダのラブラドール地方にも人を派遣し、ホープデイルから「エスキモー」（イヌイット）を数名連れてこさせた。イヌイットはハーゲンベック動物園で展示した。「未開」の「野蛮人」と見なされた民族を展示するというハーゲンベックの手法は、アルベルト・ジョフロア・ド・サンヒレアに「人間動物園」の着想を与え、パリのジャルダン・ダクリマタシオンで同様の展示が行われることになった。サンヒレアは1877年にイヌイットとヌビア人の民族学的展示を行い、同動物園の入場者数が倍増した。
ハーゲンベックは野生動物を調教し、イリノイ州シカゴで開催された万国博覧会（1893年）やセントルイスで開催された万国博覧会（1904年）で興行し、同時にサーカス興行主に販売した。ハーゲンベックのサーカスはそれらの万博で最も人気を博した。彼のコレクションには大型の動物や爬虫類も含まれており、様々な動物を調教して芸を仕込んだ。1900年、メスのライオンとオスのベンガルトラを交配させて雑種を作り、それをポルトガルの動物学者 Bisiano Mazinho に200万ドルで売っている。ハーゲンベックの調教した動物は、1914年以前にニューヨークのコニーアイランドにあった遊園地でも芸を披露している。
1905年、動物収集家としての卓越した技能を生かし、千頭ほどのラクダをドイツ帝国がアフリカで活用するために捕らえた。1908年、自身の冒険や動物の捕らえ方や調教技法を本にまとめ、Beasts and Men と題して出版した。
ハーゲンベックは動物をその生息環境に近い環境で恒久的に展示することを夢見ていた。ハンブルクには既にハンブルク動物園があったが、1907年、ハンブルク近郊のStellingenに初の無柵放養式展示のハーゲンベック動物園を作った。1909年から1910年にかけて、ローマでの動物園建設を指導した。今では多くの大規模動物園が彼の展示方式を採用している。
1913年4月14日、ハンブルクで毒蛇のブームスラングに咬まれて死去。

## 画像

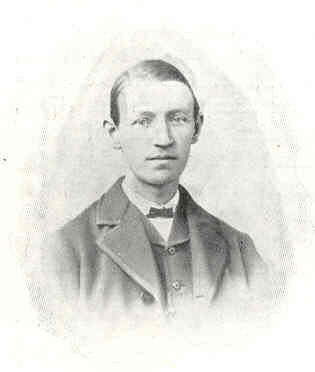
1871年頃の写真
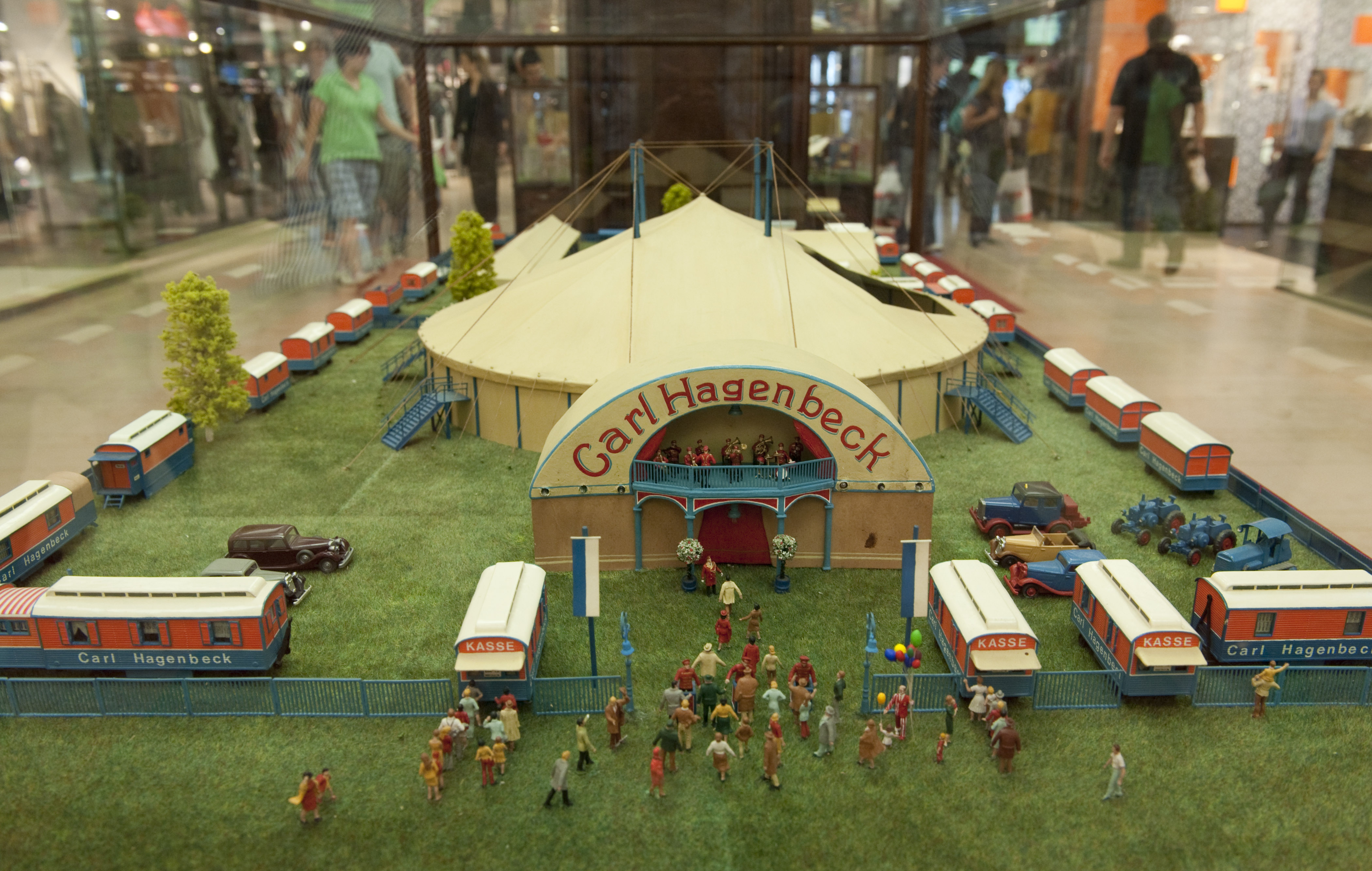
サーカス全容（模型）
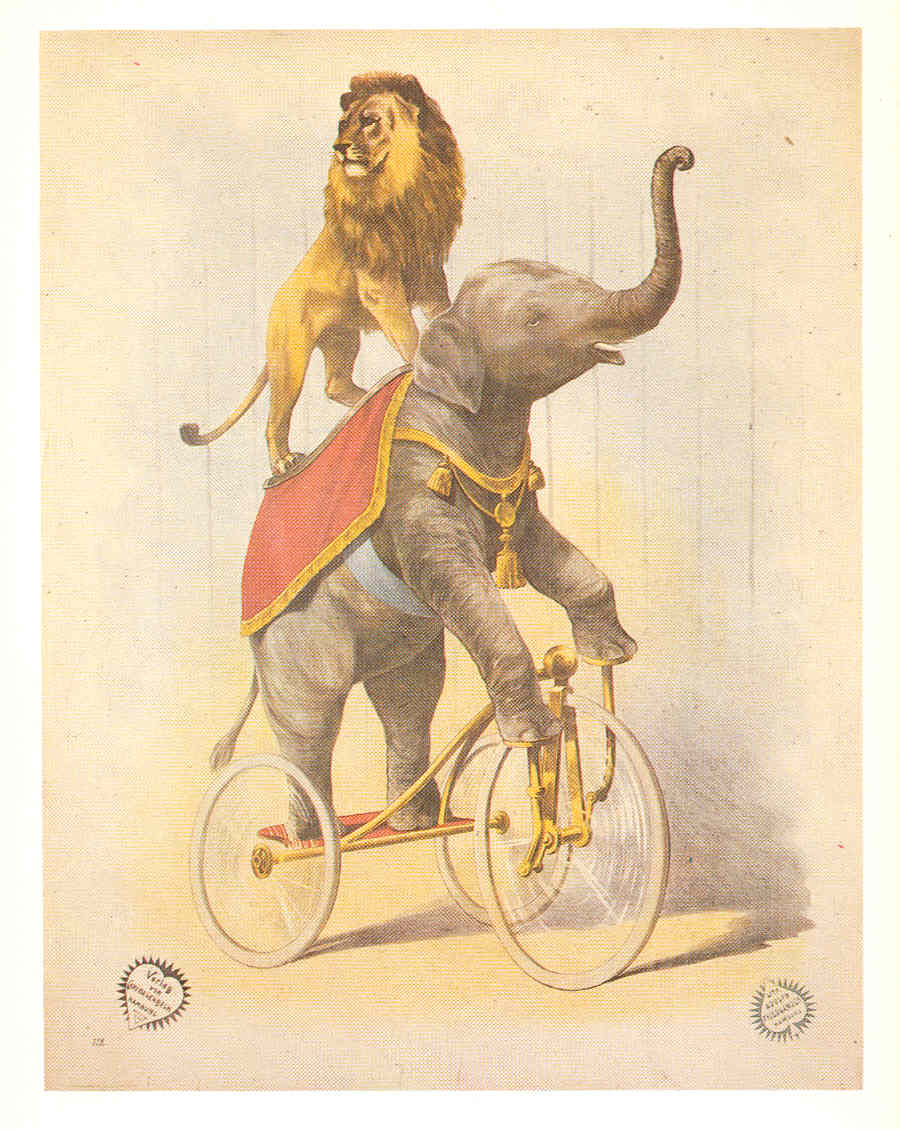
サーカスのポスター（Adolph Friedländer作）
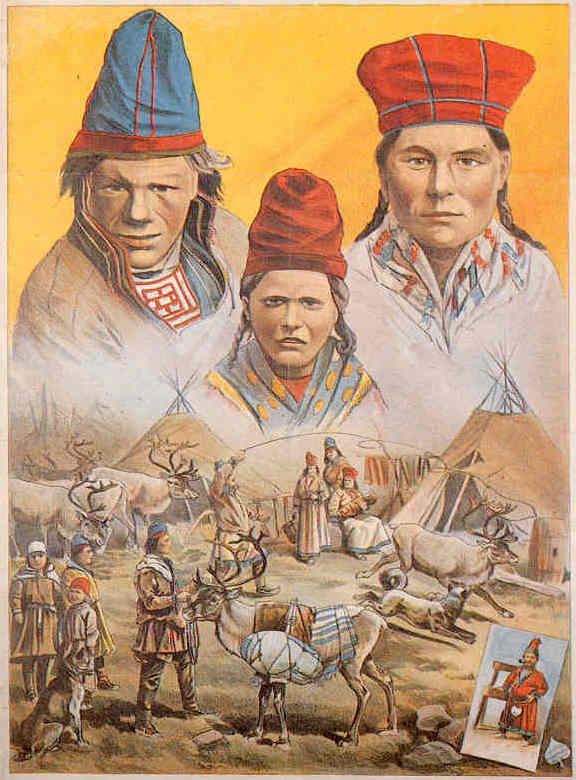
ハーゲンベックによるサーミ人の展示を知らせるポスター（ハンブルク）